# Rauschenberg (Teuschnitz)
Rauschenberg ist ein Gemeindeteil der Stadt Teuschnitz im Landkreis Kronach (Oberfranken, Bayern).

## Geographie
Die Einöde liegt in einer kleinen Waldlichtung inmitten des Rauschenwaldes. Westlich des Ortes fließt der Rauschenbach, ein rechter Zufluss der Kremnitz. Eine Gemeindeverbindungsstraße führt nach Wickendorf (2,3 km nördlich).

## Geschichte
Rauschenberg gehörte zur Realgemeinde Marienroth. Das Hochgericht übte das bambergische Centamt Teuschnitz aus. Grundherr des Einödegehöftes war das Kastenamt Teuschnitz.
Mit dem Gemeindeedikt wurde Rauschenberg dem 1808 gebildeten Steuerdistrikt Marienroth und 1818 der Ruralgemeinde Marienroth zugewiesen. 1964 wurde der Ort nach Wickendorf umgemeindet. Am 1. Januar 1978 wurde Rauschenberg im Zuge der Gebietsreform in Bayern nach Teuschnitz eingemeindet.

### Einwohnerentwicklung
| Jahr      | 001818 | 001861 | 001871 | 001885 | 001900 | 001925 | 001950 | 001961 | 001970 | 001987 |
| Einwohner | *      | *      | *      | *      | 9      | 9      | 5      | 6      | 7      | 4      |
| Häuser    | *      |        |        | *      | 1      | 2      | 1      | 1      |        | 1      |
| Quelle    | [ 5 ]  | [ 7 ]  | [ 8 ]  | [ 9 ]  | [ 10 ] | [ 11 ] | [ 12 ] | [ 13 ] | [ 14 ] | [ 1 ]  |

## Religion
Der Ort ist römisch-katholisch geprägt und nach Mariä Himmelfahrt (Teuschnitz) gepfarrt.